# Der Körper meines Feindes
Der Körper meines Feindes (Originaltitel Le Corps de mon ennemi) ist ein französischer Spielfilm des Regisseurs Henri Verneuil aus dem Jahr 1976, der auf dem Roman Le Corps de mon ennemi des Schriftstellers Félicien Marceau basiert. Die Hauptrolle spielt Jean-Paul Belmondo.

## Handlung
Durch eine Affäre mit der Tochter des Industriellen Jean-Baptiste Liégard bekommt François Leclercq Zugang zur „feinen Gesellschaft“ und einen Posten in Liégards Firma. Später betreibt Leclercq gemeinsam mit Raphaël Di Massa einen Nachtclub. Eines Tages findet er heraus, dass dort hinter seinem Rücken Drogen verkauft werden. Er erklärt Di Massa, dass er damit nichts zu tun haben will. Kurze Zeit später werden Karine, eine Angestellte des Nachtclubs, und der Fußballer Cojac mit Leclercqs Pistole erschossen. Leclercq wird wegen dieser Morde zu zehn Jahren Freiheitsentzug verurteilt.
Als er nach sieben Jahren aus dem Gefängnis entlassen wird, macht sich Leclercq auf die Suche nach den Hintermännern, die ihm die Morde angehängt haben. Er findet heraus, dass Liégard hinter dem Drogenhandel steckt und Di Massas Chef ist, und spielt die beiden gegeneinander aus. Liégard verrät Leclercq Di Massas Aufenthaltsort, woraufhin dieser Liégard durch einen Killer erschießen lässt.

## Hintergrund
Der Körper meines Feindes wurde in Frankreich in Englos, Lille, Paris, Roubaix, Tourcoing und Vineuil-Saint-Firmin gedreht, die Kosten beliefen sich auf etwa 15 Millionen Franc. In Frankreich kam der Film am 13. Oktober 1976 in die Kinos, in Deutschland am 28. Januar 1977.

## Synchronisation
| Darsteller         | Deutscher Sprecher | Rolle                  |
| ------------------ | ------------------ | ---------------------- |
| Jean-Paul Belmondo | Klaus Kindler      | Francois Leclercq      |
| Bernard Blier      | Klaus Schwarzkopf  | Jean-Baptiste Liégeard |
| Charles Gérard     | Peter Capell       | Taxifahrer             |
| Daniel Ivernel     | Klaus Havenstein   | Victor Verbruck        |
| Claude Brosset     | Wolfgang Hess      | Oscar / Janine         |
| Michel Beaune      | Niels Clausnitzer  | Kindheitsfreund        |
| Francois Perrot    | Günther Ungeheuer  | Raphaël Di Massa       |
| Rene Lefevre       | Erik Jelde         | Pierre LeClercq        |

## Rezeption
„Komplexer Gesellschaftskrimi über die Rache eines jungen Mannes, der durch eine Freundin in eine reiche Unternehmerfamilie eingedrungen und ihren Intrigen schließlich zum Opfer gefallen ist. Mit verschachtelten Rückblenden und vielen inneren Monologen, die den Schauspieler Belmondo sichtlich überfordern und der kritischen Geschichte die Präzision nehmen.“

„Henri Verneuil (‚Angst über der Stadt‘) erzählt in geschickten Rückblenden von Korruption und Heuchelei in der Provinz. Fazit: Raffiniert aufgebaut und schlau erzählt.“